# روي بواتينغ
روي بواتينغ (بالإنجليزية: Roy Boateng)‏ هو لاعب كرة قدم غاني في مركز الدفاع، ولد في 21 يناير 1996 في أكرا في غانا. لعب مع نيو يورك ريد بولز 2.